# Платёжная карта
1. Банковский логотип.
2. EMV-чип.
3. Голограмма.
4. Номер карты
5. Логотип платёжной системы.
6. Срок действия.
7. Имя держателя карты.

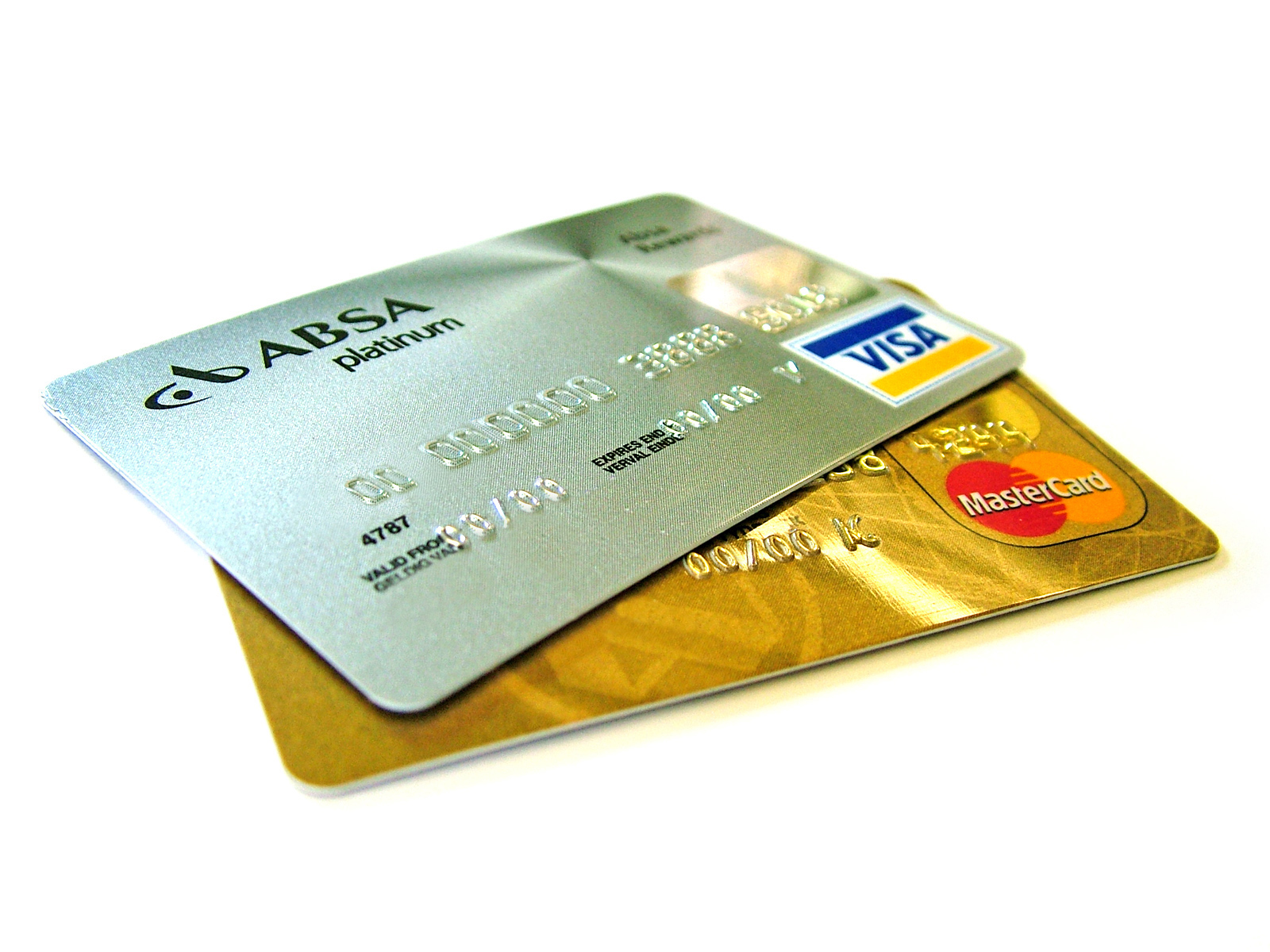
Пример двух кредитных карт

Элементы платёжной карты:

Платёжная карта — идентификационная карта, позволяющая держателю карты (владельцу карты) производить оплату электронным переводом денежных средств.
Наиболее распространенные типы платёжных карт — кредитные и дебетовые карты, являющиеся пластиковыми смарт-картами, имеющими размер 85,60 мм x 53,98 мм x 0,76 мм (ISO/IEC 7810 ID-1) и изготавливающиеся в соответствии с международными стандартами. Часто имеют рельефный номер карты в соответствии с ISO/IEC 7812.
В общем случае платёжная карта состоит из следующих элементов:
1. Банковский логотип (банка-эмитента, эмиссионного банка)
2. EMV-чип (EMV-схема, интегральная схема)
3. Голограмма
4. Номер карты (банковский номер, платёжный номер)
5. Логотип платёжной системы (электронной платёжной системы, поставщика платёжных услуг)
6. Срок действия
7. Имя держателя карты (имя пользователя карты (юридически, владельцем/собственником карты является банк))